# Melodi Grand Prix 2023
La sessantunesima edizione del Melodi Grand Prix si è tenuta dal 14 gennaio al 4 febbraio 2023 presso gli Screen Studios di Nydalen (Oslo) e il Trondheim Spektrum di Trondheim e ha selezionato il rappresentante della Norvegia all'Eurovision Song Contest 2023.
La vincitrice è stata Alessandra con Queen of Kings.

## Organizzazione
Il 6 giugno 2022 l'emittente radiotelevisiva pubblica Norsk rikskringkasting (NRK) ha confermato la partecipazione della Norvegia all'Eurovision Song Contest 2023 a Liverpool insieme all'organizzazione della sessantunesima edizione del Melodi Grand Prix, competizione musicale tradizionalmente utilizzata per la scelta del rappresentante nazionale. Dal successivo 21 giugno al 18 settembre NRK ha accettato potenziali brani per la competizione. Per la prima volta dal 2019, parte dell'evento si terrà nella capitale norvegese, presso gli Screen Studios; la finale avrà invece luogo al Trondheim Spektrum di Trondheim.
L'evento si è articolato in tre semifinali, in ciascuna delle quali sette artisti si sono contesi tre biglietti per la finale. Per la prima volta dal 2019, per la finale ha fatto ritorno una giuria di professionisti dell'industria musicale provenienti da altri paesi europei a decretare metà dei risultati, che si è affiancata al televoto, il quale ha determinato tutti i risultati delle semifinali.

## Partecipanti
I ventun partecipanti sono stati annunciati il 4 gennaio 2023. I brani saranno messi in commercio cinque giorni prima di ciascuna semifinale.
| Artista                    | Brano                  | Lingua             | Compositori                                                                                                   |
| -------------------------- | ---------------------- | ------------------ | --- |
| Akuvi                      | Triumph                | Inglese            | Anderz Wrethov, Andreas Stone Johansson, Beatrice Akuvi, Konstantinos Vlastaras                               |
| Alejandro Fuentes          | Fuego                  | Spagnolo           | Alejandro Fuentes, Chris Young, Mateo Camargo, Nermin Harambasic                                              |
| Alessandra                 | Queen of Kings         | Inglese            | Alessandra Mele, Henning Olerud, Linda Dale, Stanley Ferdinandez                                              |
| Atle Pettersen             | Masterpiece            | Inglese            | Andreas Stone Johansson, Atle Pettersen, Hannah Bristow                                                       |
| Bjørn Olav Edvardsen       | Turn Off My Heart      | Inglese            | Bjørn Olav Edvardsen, Christian Ingebrigtsen, Henrik Thala                                                    |
| Byron Williams Jr. & JOWST | Freaky for the Weekend | Inglese            | Byron Williams Jr., Joachim With Steen                                                                        |
| Eirik Næss                 | Wave                   | Inglese            | Amalie Olsen, Eirik Næss, Viktor Ljungqvist                                                                   |
| Eline Thorp                | Not Meant to Be        | Inglese            | Andreas Stone Johansson, Eline Thorp, Elsa Søllesvik, Jonas Jensen                                            |
| Ella                       | Waist                  | Inglese            | Isabell Røren Hannevig, Raphaela Silva, Timothy Gosden, Tristan Henry                                         |
| Elsie Bay                  | Love You in a Dream    | Inglese            | Andreas Stone Johansson, Elsa Søllesvik, Tom Oehler                                                           |
| Jone                       | Ekko inni meg          | Norvegese          | Audun Guldbransen, Christine Ekeberg, Christopher Archer, Jonas Nes Steinset, Morten Franck, Silje Blandkjenn |
| Kate Gulbrandsen           | Tårer i paradis        | Norvegese          | Kate Gulbrandsen, Kjetil Mørland                                                                              |
| Maria Celin                | Freya                  | Inglese, norvegese | Anna Timgren, Benjamin Alasu, Eirik Fjeld, Gaute Ormåsen, Sindre Jenssen                                      |
| Rasmus Thall               | Tresko                 | Norvegese          | Farida Benounis, Rasmus Thallaug, Robin Helmersen                                                             |
| Sandra Lyng                | Drøm d bort            | Norvegese          | Erlend Torheim, Ferdinann West, Kristina Blakli, Sandra Lyng                                                  |
| Skrellex                   | Love Again             | Inglese            | Jonas Gladnikoff, Kai Thomas Larsen, Michael James Down, Primož Poglajen, Will Taylor                         |
| Stig Van Eijk              | Someday                | Inglese            | Beate Thunes, Stig Van Eijk                                                                                   |
| Swing'It                   | Prohibition            | Inglese            | Jonah Hitchens, Martin Jarl Velsin, Sam Norris, Vebjørn Mannen                                                |
| Tiril                      | Break It               | Inglese            | Benjamin Pinkus, Emelie Hollow, Emma Steinbakken, Lars Rossnes                                                |
| Ulrikke Brandstorp         | Honestly               | Inglese            | Ben Adams, Christoffer Gunnestad, Helge Moen, Jim Bergsted, Joshua Oliver, Ulrikke Brandstorp                 |
| Umami Tsunami              | Geronimo               | Inglese            | Bjørn Olav Edvardsen, Carl-Henrik Wahl, Kristian Lund, Lasse Nymann, Sindre Jenssen, Torgeir Ryssevik         |

## Semifinali
Le semifinali si sono svolte in tre serate, il 14, il 21 e il 28 gennaio 2023 e hanno visto competere 7 partecipanti ciascuna per i 3 posti per puntata destinati alla finale. La divisione delle semifinali è stato resa nota il 4 gennaio 2023, in concomitanza con l'annuncio dei partecipanti.

### Prima semifinale
La prima semifinale si è tenuta il 14 gennaio 2023 presso gli Screen Studios di Oslo ed è stata presentata da Arian Engebø e Stian Thorbjørnsen. L'ordine di uscita è stato reso noto l'11 gennaio 2023.
Ad accedere alla finale sono stati Alessandra, gli Umami Tsunami e Ulrikke Brandstorp.
| # | Artista                    | Titolo                 |
| - | -------------------------- | ---------------------- |
| 1 | Alessandra                 | Queen of Kings         |
| 2 | Eirik Næss                 | Wave                   |
| 3 | Rasmus Thall               | Tresko                 |
| 4 | Kate Gulbrandsen           | Tårer i paradis        |
| 5 | Umami Tsunami              | Geronimo               |
| 6 | Ulrikke Brandstorp         | Honestly               |
| 7 | Byron Williams Jr. & JOWST | Freaky for the Weekend |

### Seconda semifinale
La seconda semifinale si è tenuta il 21 gennaio 2023 presso gli Screen Studios di Oslo ed è stata presentata da Arian Engebø e Stian Thorbjørnsen. L'ordine di uscita è stato reso noto il 19 gennaio 2023.
Ad accedere alla finale sono stati Jone, gli Swing'It ed Elsie Bay.
| # | Artista              | Titolo              |
| - | -------------------- | ------------------- |
| 1 | Jone                 | Ekko inni meg       |
| 2 | Sandra Lyng          | Drøm d bort         |
| 3 | Alejandro Fuentes    | Fuego               |
| 4 | Swing'It             | Prohibition         |
| 5 | Elsie Bay            | Love You in a Dream |
| 6 | Ella                 | Waist               |
| 7 | Bjørn Olav Edvardsen | Turn Off My Heart   |

### Terza semifinale
La terza semifinale si è tenuta il 28 gennaio 2023 presso gli Screen Studios di Oslo ed è stata presentata da Arian Engebø e Stian Thorbjørnsen. L'ordine di uscita è stato reso noto il 25 gennaio 2023.
Ad accedere alla finale sono stati Skrellex, Eline Thorp e Atle Pettersen.
| # | Artista        | Titolo          |
| - | -------------- | --------------- |
| 1 | Akuvi          | Triumph         |
| 2 | Tiril          | Break It        |
| 3 | Skrellex       | Love Again      |
| 4 | Eline Thorp    | Not Meant to Be |
| 5 | Stig Van Eijk  | Someday         |
| 6 | Maria Celin    | Freya           |
| 7 | Atle Pettersen | Masterpiece     |

## Finale
La finale si è tenuta il 4 febbraio 2023 presso il Trondheim Spektrum di Trondheim ed è stata presentata da Arian Engebø e Stian Thorbjørnsen. L'ordine di uscita è stato reso noto il 30 gennaio 2023.
Alessandra è stata proclamata vincitrice trionfando sia nel televoto che nel voto della giuria.
| # | Artista            | Titolo              | Punteggio | Punteggio | Punteggio | Posizione |
| # | Artista            | Titolo              | Giuria    | Televoto  | Totale    | Posizione |
| - | ------------------ | ------------------- | --------- | --------- | --------- | --------- |
| 1 | Jone               | Ekko inni meg       | 40        | 30        | 70        | 5         |
| 2 | Eline Thorp        | Not Meant to Be     | 42        | 18        | 60        | 6         |
| 3 | Skrellex           | Love Again          | 14        | 40        | 54        | 7         |
| 4 | Ulrikke Brandstorp | Honestly            | 60        | 78        | 138       | 2         |
| 5 | Umami Tsunami      | Geronimo            | 19        | 30        | 49        | 9         |
| 6 | Atle Pettersen     | Masterpiece         | 94        | 28        | 122       | 3         |
| 7 | Swing'It           | Prohibition         | 8         | 43        | 51        | 8         |
| 8 | Elsie Bay          | Love You in a Dream | 49        | 34        | 83        | 4         |
| 9 | Alessandra         | Queen of Kings      | 104       | 129       | 233       | 1         |

| Brano               | GBR | FIN | AZE | ESP | UKR | CZE | FRA | ISL | NLD | SWE | Totale |
| ------------------- | --- | --- | --- | --- | --- | --- | --- | --- | --- | --- | ------ |
| Ekko inni meg       | 8   | 6   |     | 4   | 4   |     | 4   |     | 6   | 8   | 40     |
| Not Meant to Be     | 1   | 1   | 6   | 6   |     | 12  | 2   | 8   | 4   | 2   | 42     |
| Love Again          | 2   |     | 2   |     |     |     | 1   | 6   | 2   | 1   | 14     |
| Honestly            | 4   | 8   | 1   | 10  | 6   | 8   | 8   | 1   | 8   | 6   | 60     |
| Geronimo            |     | 10  |     |     | 1   | 4   |     | 4   |     |     | 19     |
| Masterpiece         | 10  | 4   | 12  | 8   | 10  | 10  | 6   | 12  | 12  | 10  | 94     |
| Prohibition         |     |     | 4   | 1   | 2   | 1   |     |     |     |     | 8      |
| Love You in a Dream | 6   | 2   | 8   | 2   | 8   | 6   | 10  | 2   | 1   | 4   | 49     |
| Queen of Kings      | 12  | 12  | 10  | 12  | 12  | 2   | 12  | 10  | 10  | 12  | 104    |

## Ascolti
| Puntata    | Messa in onda   | Telespettatori | Note   |
| ---------- | --------------- | -------------- | ------ |
| Semifinali | 14 gennaio 2023 | 622 000        | [ 18 ] |
| Semifinali | 21 gennaio 2023 | 637 000        | [ 19 ] |
| Semifinali | 28 gennaio 2023 | 643 000        | [ 20 ] |
| Finale     | 4 febbraio 2023 | 987 000        | [ 21 ] |
| Media      | Media           | 723 000        |        |